# 第一代斯塔福德侯爵格蘭維爾·琉森-高爾
第一代斯塔福德侯爵格蘭維爾·琉森-高爾（英語：Granville Leveson-Gower, 1st Marquess of Stafford，1721年8月4日—1803年10月26日），1786年前稱高爾伯爵（The Earl Gower），是一位英國貴族以及政治人物。曾先後擔任樞密院議長、掌璽大臣。他娶路易莎·埃格頓（Lady Louisa Egerton），有三個女兒和一個兒子喬治·琉森-高爾。